# 郭天琪
郭天琪（1957年4月—），内蒙古包头人。中国人民解放军将领。
曾任海军旅顺保障基地代理副司令员。2009年任总参军务部副部长。2010年7月晋升少将军衔。2014年，升任中国人民解放军总参谋部军务部部长。